# Meriem Ezbida
Meriem Ezbida Bejarano (Córdoba, 22 de agosto de 1995) es una jugadora de balonmano que juega de portera en el Elda Prestigio.

## Trayectoria
De padre marroquí y madre cordobesa, desarrolló gran parte de su periplo formativo en el Adesal cordobés del que llegó a ser capitana en su cuarta temporada en el equipo califal con tan solo 19 años. Con el conjunto andaluz consiguió el ascenso en la temporada 2013–14 y mantuvo al equipo en la máxima división nacional las dos siguientes temporadas. Tras un año en plata dejó de jugar al balonmano para dedicarse a la fisioterapia.
Pero la llamada de Jose Ignacio Prades para el Atlético Guardés en la temporada 2018–19 trastocó la vida laboral de la guardameta. Tras un año sin jugar, dejó su trabajo en Sevilla para fichar por el club de sus sueños y poder competir con su referente bajo palos, Estela Carrera.
Allí disfrutó de dos temporadas donde disputó el título a Rocasa y Bera Bera y participó en la EHF European Cup, su primera aparición en competición europea.
Después de dos temporadas en el equipo miñoto, el Adesal subió de nuevo a División de Honor y se presumía que la guardamenta retornaría a la ciudad califal pero la presencia en el banquillo del Liberbank Gijón del mítico portero de asobal Jorge Martínez hizo que la llamada para incorporarse al equipo gijonés fuera aceptada y se sumó a la escuadra de la Calzada aunque solo estuvo durante la 2020–21.
Tras la marcha de Maddi Aalla a Bera Bera el Zuazo necesitaba otra portera para acompañar a la canaria Ariadna González y llegó a un acuerdo con la cordobesa para su incorporación, donde coincidió con la también cordobesa (y ex Adesal) Alba Sánchez. En su segunda temporada en el Zuazo consiguió el galardón de Guerrera Iberdrola en la jornada 13 por un partido con el 50% de efectividad en portería para un total de 17 paradas.
Su periplo por tierras baracaldesas ha sido un poco agridulce por los problemas económicos del equipo vasco.
En 2024 se anunció su fichaje por el Elda Prestigio en la que hace pareja en la portería con Virginia Fernández.

### Clubes
- 2012-17: Adesal de Córdoba
- 2018-20: Atlético Guardés
- 2020-21: Liberbank Gijón
- 2021-24: Zubileta Evolution Zuazo Barakaldo
- 2024-: Elda Prestigio

### Datos(a fecha de Julio de 2022):[12]
|          | Liga | Copa | EHF |
| -------- | ---- | ---- | --- |
| Partidos | 140  | 12   | 6   |
| Goles    | -    | -    | -   |

## Palmarés

#### Galardones individuales
- Guerrera Iberdrola de la jornada 13 de la temporada 2022–23

- Datos: Q117964184